# Seznam dílů seriálu Dobré místo
Toto je seznam dílů seriálu Dobré místo. Americký komediální televizní seriál Dobré místo měl premiéru 19. září 2016 na stanici NBC.

## Přehled řad
| Řada | Díly | Premiéra v USA | Premiéra v USA |
| Řada | Díly | První díl      | Poslední díl   |
| ---- | ---- | -------------- | -------------- |
| 1    | 13   | 19. září 2016  | 19. ledna 2017 |
| 2    | 13   | 20. září 2017  | 1. února 2018  |
| 3    | 13   | 27. září 2018  | 24. ledna 2019 |
| 4    | 14   | 26. září 2019  | 30. ledna 2020 |

## Seznam dílů

### První řada (2016–2017)
| Č. v seriálu | Č. v řadě | Původní název                  | Český název                                | Režie                | Scénář                     | Premiéra v USA    |
| ------------ | --------- | ------------------------------ | ------------------------------------------ | -------------------- | -------------------------- | ----------------- |
| 1            | 1         | Everything Is Fine             | Všechno je v pohodě                        | Drew Goddard         | Michael Schur              | 19. září 2016     |
| 2            | 2         | Flying                         | Letmo                                      | Michael McDonald     | Alan Yang                  | 19. září 2016     |
| 3            | 3         | Tahani Al-Jamil                | Tahani Al-Jamil                            | Beth McCarthy-Miller | Aisha Muharrar             | 22. září 2016     |
| 4            | 4         | Jason Mendoza                  | Jason Mendoza                              | Payman Benz          | Joe Mandle                 | 29. září 2016     |
| 5            | 5         | Category 55 Doomsday Crisis    | Naléhavá situace kategorie 55: Konec světa | Morgan Sackett       | Matt Murray                | 6. října 2016     |
| 6            | 6         | What We Owe to Each Other      | Co si navzájem dlužíme                     | Tucker Gates         | Dylan Morgan a Josh Siegal | 13. října 2016    |
| 7            | 7         | The Eternal Shriek             | Věčný jekot                                | Trent O'Donnell      | Megan Amram                | 20. října 2016    |
| 8            | 8         | Most Improved Player           | Ten hráč, který se nejvíc zlepšil          | Tristram Shapeero    | Dan Schofield              | 27. října 2016    |
| 9            | 9         | ...Someone Like Me as a Member | ... někdo jako já členem                   | Dean Holland         | Jen Statsky                | 3. listopadu 2016 |
| 10           | 10        | Chidi's Choice                 | Chidiho volba                              | Linda Mendoza        | Demi Adejuyigbe            | 5. července 2017  |
| 11           | 11        | What's My Motivation           | Co mě motivuje                             | Lynn Shelton         | Andrew Law                 | 12. ledna 2017    |
| 12           | 12        | Mindy St. Claire               | Mindy St. Claire                           | Dean Holland         | Megan Amram a Jen Statsky  | 19. ledna 2017    |
| 13           | 13        | Michael's Gambit               | Michaelův tah                              | Michael Schur        | Michael Schur              | 19. ledna 2017    |

### Druhá řada (2017–2018)
| Č. v seriálu | Č. v řadě | Původní název                                              | Český název                 | Režie                | Scénář                      | Premiéra v USA    |
| ------------ | --------- | ---------------------------------------------------------- | --------------------------- | -------------------- | --------------------------- | ----------------- |
| 14-15        | 1-2       | Everything Is Great! (Part 1)Everything Is Great! (Part 2) | Všechno je fajn!            | Trent O'Donnell      | Jen Statsky                 | 20. září 2017     |
| 16           | 3         | Dance Dance Resolution                                     | Taneční rozhodnutí          | Drew Goddard         | Megan Amram                 | 28. září 2017     |
| 17           | 4         | Team Cockroach                                             | Švábi                       | Morgan Sackett       | Dan Schofield               | 5. října 2017     |
| 18           | 5         | Existential Crisis                                         | Existenciální krize         | Beth McCarthy-Miller | Andrew Law                  | 12. října 2017    |
| 19           | 6         | The Trolley Problem                                        | Tramvajové dilema           | Dean Holland         | Josh Siegal a Dylan Morgan  | 19. října 2017    |
| 20           | 7         | Janet and Michael                                          | Janet a Michael             | Dean Holland         | Kate Gersten                | 26. října 2017    |
| 21           | 8         | Derek                                                      | Derek                       | Jude Weng            | Cord Jefferson              | 2. listopadu 2017 |
| 22           | 9         | Leap to Faith                                              | Víra hory přenáší           | Linda Mendoza        | Christopher Encell          | 4. ledna 2018     |
| 23           | 10        | Best Self                                                  | Moje nejlepší já            | Julie Anne Robinson  | Tyler Straessle             | 11. ledna 2018    |
| 24           | 11        | Rhonda, Diana, Jake and Trent                              | Rhonda, Diana, Jake a Trent | Alan Yang            | Jen Statsky a Dan Schofield | 18. ledna 2018    |
| 25           | 12        | The Burrito                                                | Burrito                     | Dean Holland         | Megan Amram a Joe Mande     | 25. ledna 2018    |
| 26           | 13        | Somewhere Else                                             | Jiné místo                  | Michael Schur        | Michael Schur               | 1. února 2018     |

### Třetí řada (2018–2019)
| Č. v seriálu | Č. v řadě | Původní název                                                | Český název             | Režie                | Scénář                                 | Premiéra v USA     |
| ------------ | --------- | ------------------------------------------------------------ | ----------------------- | -------------------- | -------------------------------------- | ------------------ |
| 27-28        | 1-2       | Everything Is Bonzer! (Part 1)Everything Is Bonzer! (Part 2) | Všechno je v cajku      | Dean Holland         | Jen Statsky a Michael SchurJen Statsky | 27. září 2018      |
| 29           | 3         | The Brainy Bunch                                             | Mozkovrti               | Jude Weng            | Dan Schofield                          | 4. října 2018      |
| 30           | 4         | The Snowplow                                                 | Sněžný pluh             | Beth McCarthy-Miller | Joe Mande                              | 11. října 2018     |
| 31           | 5         | Jeremy Bearimy                                               | Jeremy Bearimy          | Trent O'Donnell      | Megan Amram                            | 18. října 2018     |
| 32           | 6         | The Ballad of Donkey Doug                                    | Balada o Donkey Dougovi | Rebecca Asher        | Matt Murray                            | 25. října 2018     |
| 33           | 7         | A Fractured Inheritance                                      | Zkažené dědictví        | Beth McCarthy-Miller | Kessia Miller                          | 1. listopadu 2018  |
| 34           | 8         | The Worst Possible Use of Free Will                          | Mrhání svobodnou vůlí   | Claire Scanlon       | Cord Jefferson                         | 8. listopadu 2018  |
| 35           | 9         | Don't Let the Good Life Pass You By                          | Škoda života            | Dean Holland         | Andrew Law                             | 15. listopadu 2018 |
| 36           | 10        | Janet(s)                                                     | Janet (×4)              | Morgan Sackett       | Josh Siegal a Dylan Morgan             | 6. prosince 2018   |
| 37           | 11        | The Book of Dougs                                            | Kniha Dougů             | Ken Whittingham      | Kate Gersten                           | 10. ledna 2019     |
| 38           | 12        | Chidi Sees the Time-Knife                                    | Chidi a Nůž času        | Jude Weng            | Christopher Encell a Joe Mande         | 17. ledna 2019     |
| 39           | 13        | Pandemonium                                                  | Pandemonium             | Michael Schur        | Megan Amram a Jen Statsky              | 24. ledna 2019     |

### Čtvrtá řada (2019–2020)
| Č. v seriálu | Č. v řadě | Původní název                                                | Český název                        | Režie                     | Scénář                     | Premiéra v USA     |
| ------------ | --------- | ------------------------------------------------------------ | ---------------------------------- | ------------------------- | -------------------------- | ------------------ |
| 40           | 1         | A Girl From Arizona (Part 1)                                 | Děvče z Arizony - 1. část          | Drew Goddard              | Andrew Law a Kassia Miller | 26. září 2019      |
| 41           | 2         | A Girl From Arizona (Part 2)                                 | Děvče z Arizony - 2. část          | Drew Goddard              | Andrew Law a Kassia Miller | 3. října 2019      |
| 42           | 3         | Chillaxing                                                   | Chidi chilaxuje                    | Anya Adams                | Aisha Muharrar             | 10. října 2019     |
| 43           | 4         | Tinker, Tailor, Demon, Spy                                   | Jeden musí z kola ven              | Morgan Sackett            | Cord Jefferson             | 17. října 2019     |
| 44           | 5         | Employee of the Bearimy                                      | Zaměstnanec Bearimy                | Beth McCarthy-Miller      | Joe Mande                  | 24. října 2019     |
| 45           | 6         | A Chip Driver Mystery                                        | Tajemství Chipa Drivera            | Steve Day                 | Lizzy Pace                 | 31. října 2019     |
| 46           | 7         | Help Is Other People                                         | Pomoc, to jsou ti druzí            | Beth McCarthy-Miller      | Dave King                  | 7. listopadu 2019  |
| 47           | 8         | The Funeral to End All Funerals                              | Funus, kterým všechny funusy končí | Kristen Bell              | Josh Siegal a Dylan Morgan | 14. listopadu 2019 |
| 48           | 9         | The Answer                                                   | Odpověď                            | Valeria Migliassi Collins | Dan Schofield              | 21. listopadu 2019 |
| 49           | 10        | You've Changed, Man                                          | Změnil ses, kámo                   | Rebecca Asher             | Matt Murray                | 9. ledna 2020      |
| 50           | 11        | Mondays, Am I Right?                                         | Pondělky jsou hrůza                | Rebecca Asher             | Jen Statsky                | 16. ledna 2020     |
| 51           | 12        | Patty                                                        | Patty                              | Morgan Sackett            | Megan Amram                | 23. ledna 2020     |
| 52-53        | 1314      | Whenever You're Ready (Part 1)Whenever You're Ready (Part 2) | Kdykoli budeš chtít                | Michael Schur             | Michael Schur              | 30. ledna 2020     |